# Mszano (powiat świecki)
Mszano (niem. Marienfelde) – wieś w Polsce, położona w województwie kujawsko-pomorskim, w powiecie świeckim, w gminie Lniano. W skład sołectwa Mszano wchodzi także wieś Lnianek.
W latach 1975–1998 miejscowość należała administracyjnie do województwa bydgoskiego.
Znajduje się tutaj aleja lipowa prawem chroniona. Pomnik przyrody został ustanowiony w 1992 roku i w jego skład wchodziło aż 585 drzew:
| Nr | Nazwa             | Sztuk | Obwody       |
| 1. | Lipa drobnolistna | 496   | 140 - 400 cm |
| 2. | Klon zwyczajny    | 54    | 140 - 350 cm |
| 3. | Klon jawor        | 21    |              |
| 4. | Jesion wyniosły   | 1     |              |